# Anàlisi modal amb elements finits
L'objectiu de l'anàlisi modal en mecànica estructural és determinar els modes i freqüències de vibració naturals.
En enginyeria és comú utilitzar el mètode d'elements finits per realitzar aquest tipus d'anàlisi. El tipus d'equacions a les que porta l'anàlisi modal és un problema de valors i vectors propis. La interpretació física dels valors propis són les freqüències naturals del sistema, mentre que els vectors propis proporcionen la forma del mode de vibració natural associat a cada freqüència natural. Típicament els únic modes de vibració importants són els de freqüència més baixa, ja que són els modes més destacats en la resposta vibratòria del sistema estructural analitzat.

## Equació del problema dinàmic
Emprant el mètode d'elements finits un sistema continu que tingui un comportament elàstic lineal (que obeeixi a la Llei de Hooke), per exemple una peça estructural metàl·lica, és analitzant com un sistema discret representat en forma matricial segons una malla de nodes sobre el domini de l'estructura.
L'equació generalitzada del moviment ve donada per:
{\displaystyle {\begin{bmatrix}M\end{bmatrix}}{\left\{{\ddot {u}}\right\}}+{\begin{bmatrix}C\end{bmatrix}}{\left\{{\dot {u}}\right\}}+{\begin{bmatrix}K\end{bmatrix}}\left\{u\right\}=\left\{f\right\}}
on {\displaystyle {\begin{bmatrix}M\end{bmatrix}}} és la matriu de masses nodals,
{\displaystyle {\left\{{\ddot {u}}\right\}}} és la segona derivada dels desplaçaments nodals
{\displaystyle \left\{u\right\}} (l'acceleració), {\displaystyle {\left\{{\dot {u}}\right\}}}
és la primera derivada dels desplaçaments nodals (la velocitat), {\displaystyle {\begin{bmatrix}C\end{bmatrix}}} és la matriu d'esmorteïment nodal,
{\displaystyle {\begin{bmatrix}K\end{bmatrix}}} és la matriu de rigideses nodals, i {\displaystyle \left\{f\right\}}
és el vector de forces nodals externes.
En contrast, l'equació pel problema estàtic en elements finits és:
{\displaystyle {\begin{bmatrix}K\end{bmatrix}}\left\{u\right\}=\left\{f\right\}}
on tots els terme amb derivada temporal esdevenen nuls.

## Problema de valors propis
En l'anàlisi modal només es té en compte la forma homogènia de l'equació de moviment i només tenint en compte el primer i tercer terme a l'esquerra de l'equació. Per tant, s'obté el següent sistema lineal i homogeni d'equacions diferencials:
{\displaystyle {\begin{bmatrix}M\end{bmatrix}}{\left\{{\ddot {u}}\right\}}+{\begin{bmatrix}K\end{bmatrix}}\left\{u\right\}=\left\{0\right\}}
Si s'assumeix un moviment harmònic per a l'estructura la solució del sistema d'equacions es pot expressar com una combinació de funcions trigonomètriques, sinus i cosinus amb argument {\displaystyle \omega t\,}. Donat aquest tipus de solució l'acceleració es pot expressar com
{\displaystyle {\left\{{\ddot {u}}\right\}}=-\omega ^{2}\left\{u\right\}}
Per tant, l'equació homogènia es pot expressar com
{\displaystyle (-\omega ^{2}{\begin{bmatrix}M\end{bmatrix}}+{\begin{bmatrix}K\end{bmatrix}})\left\{u\right\}=\left\{0\right\}}
Atès que {\displaystyle \left\{u\right\}} no pot ser un vector nul, aquesta és un problema algebraic de valors propis en {\displaystyle \omega ^{2}}. Els valors propis {\displaystyle \lambda _{i}=\omega _{i}^{2}} són les arrels del polinomi característic indexades amb {\displaystyle i}.
{\displaystyle \det({\begin{bmatrix}K\end{bmatrix}}-\omega _{i}^{2}{\begin{bmatrix}M\end{bmatrix}})=\left\{0\right\}}
Els vectors propis {\displaystyle \left\{v\right\}_{i}} associats a cada solució de valors propis {\displaystyle \omega _{i}^{2}} satisfà l'equació
{\displaystyle {\begin{bmatrix}K\end{bmatrix}}\left\{v\right\}_{i}=\omega _{i}^{2}{\begin{bmatrix}M\end{bmatrix}}\left\{v\right\}_{i}}
on {\displaystyle \omega _{i}\,} és la freqüència natural i-èsima del problema i {\displaystyle \left\{v\right\}_{i}} permet mostrar el mode de vibració associat a aquesta freqüència natural.

## Mètodes de resolució
Per a un problema lineal elàstic que estigui suficientment restringit (que no aparegui moviment de sòlid lliure),
les matrius de rigidesa i de masses nodals són definides positives. A més, per tenir sentit físic tant {\displaystyle {\begin{bmatrix}K\end{bmatrix}}} com {\displaystyle {\begin{bmatrix}M\end{bmatrix}}} tenen valors no negatius a la diagonal principal. Això porta que totes les solucions de l'equació característica siguin nombres reals positius
{\displaystyle \omega _{i}^{2}>0\Rightarrow \omega _{i}>0}
garantint que un mètode de resolució numèric tingui solució positiva i, per tant, amb sentit físic correcte.
El sistema a resoldre té certes característiques que s'han de considerar en el moment de plantejar un mètode de resolució:
1) Només els primers modes de vibració dels valors propis més baixos i els seus vectors propis associats són desitjats.
2) La matriu de massa i rigidesa són matrius amb molts valors nuls i amb valors propers a la diagonal (matriu banda).
3) El sistema es definit positiu.
Una típica metodologia per resoldre el sistema és tridiagonalitzar el sistema emprant l'algorisme de Lanczos, i tot seguit utilitzant l'algorisme QR buscar els valors i vectors propis del sistema tridiagonal.